# قرار مجلس الأمن التابع للأمم المتحدة رقم 329
قرار مجلس الأمن التابع للأمم المتحدة رقم 329، الذي تم اعتماده بالإجماع في 10 مارس 1973، أشار إلى أنه طلب جعل مساعدة زامبيا أولوية بعد أن خاطرت بإلحاق الضرر باقتصادها لدعم القرار 327 ضد روديسيا وناشد جميع الدول لتقديم المساعدات التقنية والمالية فوراً. وطلب المجلس من الأمين العام تنسيق جميع وكالات الأمم المتحدة لمساعدة زامبيا، وطلب إلى المجلس الاقتصادي والاجتماعي أن ينظر في مسألة المساعدة الاقتصادية لزامبيا بشكل دوري.